# フィーバー忍NIN絵巻
「フィーバー忍NIN絵巻」（フィーバーにんニンえまき）は、1995年7月にSANKYOが発売した、セクシーな女忍者が活躍するパチンコ機のシリーズ名。
『フィーバー忍NIN絵巻SP』の1機種がある。

## 概要
液晶型のデジパチ。デジタル部分は、6インチのブラウン管を採用しており、液晶ディスプレイ以上にきめ細やかなグラフィックが表示される。SANKYO初の時短デジパチとして登場した。3・7・14の3つの図柄のいずれかが揃うと時短モードに突入する。以後特定の終了図柄で大当たりするまで継続する。時短継続率は8/14である。時短突入時はメインデジタルの回転数で終了することはなく、大当たり時に特定図柄が揃うまで継続する。

## スペック
- フィーバー忍NIN絵巻SP
  - 賞球数 7&15
  - 大当たり最高継続 16R
  - 大当たり確率 1/233
  - 時短突入図柄 3・7・14
  - 時短終了図柄 2・4・6・8・10・13

## 図柄
- 1
- 2
- 3
- 4
- 5
- 6
- 7
- 8
- 9
- 10
- 11
- 12
- 13
- 14

## 演出
リーチアクションは、ノーマルリーチ以外にスーパーリーチが2種類ある。画面上に登場した女忍者が手裏剣を投げて、敵忍者に手裏剣が突き刺されば大当たりとなる「忍びリーチ」と、ノーマルリーチの1周目に大当たり図柄の1コマ先で停止すると必ず突入し、右図柄が巻物のような状態で巻き上げられる「巻まきリーチ」がある。いずれのリーチアクションも比較的出現率が高いためか、大当たりの信頼度は高くはない。
小当たり当選時は電チューが開放されるが、通常時と時短中で性能は異なる。通常時であれば0.5秒×1回のところ、時短中は開放時間が2.8秒と長くなり、開放される回数も2回に増える。

## コンシューマ移植
- SANKYO FEVER実機シミュレーションS Vol.1（セガサターン用）
  - 『SANKYO FEVER実機シミュレーションS Vol.1』（セガサターン用、ティー・イー・エヌ研究所、1997年4月4日発売、T-32101G、JAN-4997940210018）に『フィーバー忍NIN絵巻SP』が収録。

## サウンドトラック
- 『ザ・パチンコ・ミュージック・フロム・SANKYO SPECIAL 〜愛のパチパチロック〜』 キングレコード、1996年2月21日。KICA-1173。
  - BGMが収録されている。